# 一休さん・喝!
『一休さん・喝!』（いっきゅうさんかつ）は、1986年10月9日から同年12月11日までテレビ東京系列局で放送されていたテレビドラマである。テレビ東京とジェイミックの共同製作。全10回。放送時間は毎週木曜 20:00 - 20:54 （日本標準時）。

## 概要
とんちで有名な一休さんが現代にいたら?という設定のコメディドラマで、東京・新宿の高層ビルの谷間にある貧乏寺を舞台に展開。柳沢慎吾演じる一休が毎回事件に巻き込まれてはとんちで解決する。番組のラストには、視聴者から投稿されたなぞなぞに一休が答えるコーナーがあった。

## 出演者
- 山村聡
- 一休：柳沢慎吾
- 住職：成田三樹夫
- さなえ（喫茶店の娘）：工藤夕貴

## サブタイトル
1. 涙のウェディングベル・一休VS暴力団
2. 子供達の反乱・勉強やり過ぎ大騒動
3. スター誕生・一休の応援大作戦
4. 風呂屋さんを救え・一休VS悪徳トリック大作戦
5. 金庫破りの（秘）大作戦 少年を救え
6. 一休の子守唄・門前に捨て子大騒動
7. 名探偵・一休参上!不良少年VS商店街
8. 思い出プレゼント・少女へのまごころ大作戦
9. 大爆笑・なぞなぞサギ師をやっつけろ!
10. 失われた恋のメロディー・ピエロ一休大活躍

（参考：毎日新聞 ラジオ・テレビ欄）

## スタッフ
- 脚本：藤本信行
- 演出：佐々木章光

## 補足
第7話の放送3日前の同年11月17日には、フジテレビの『月曜ドラマランド』でも浅香唯主演版の『一休さん』が放送された。